# Mogangella hispanica
Mogangella hispanica är en insektsart som beskrevs av Adolf Remane och Asche 1980. Mogangella hispanica ingår i släktet Mogangella och familjen dvärgstritar. Inga underarter finns listade i Catalogue of Life.